# 田野駅 (高知県)
田野駅（たのえき）は、高知県安芸郡田野町にある、土佐くろしお鉄道（TKT）ごめん・なはり線の駅である。駅番号はGN22。

## 歴史
開業前の仮称は土佐田野駅であり、実際に設置された地点より200m奈半利駅寄りに建設される予定だった。
- 2002年（平成14年）7月1日：土佐くろしお鉄道ごめん・なはり線の駅として開設。
- 2019年（平成31年）3月16日：安芸方面行ホームにエレベーター完成。奈半利方面行車両も早朝2本を除き、安芸方面行ホームへ停車開始[3]。

## 駅構造

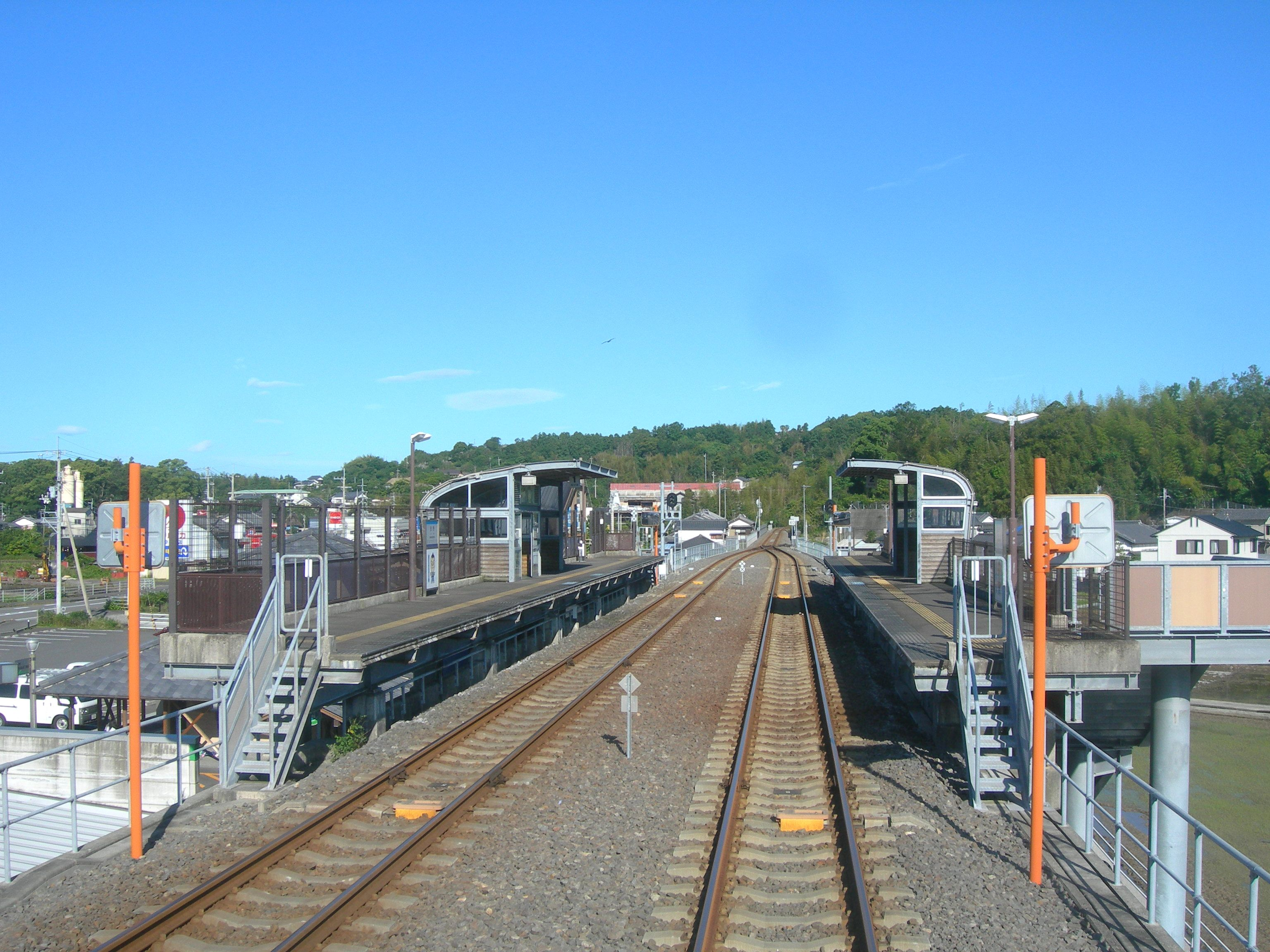
ホーム（2010年5月26日）

相対式ホーム2面2線を有する列車交換可能な高架駅。
長らくホームへのアプローチは階段のみであったが、2019年3月16日、安芸方面行ホームにエレベーターが新設、同日から稼働を始めた。
安芸駅を除く当路線の交換可能駅の中で、唯一1線スルー構造となっていない。他駅が10番ポイントを使用するのに対し、当駅に限り8番ポイントを使用し、40キロ制限を受ける。その一方、信号設備上では1番線を上下主本線、2番線を上下副本線としており、設備も両方向からの入線・発車が想定されているが、全定期列車が停車するため、2019年3月15日まではホームは方向別に使い分けられていた。
上記のエレベーター完成後の2019年3月16日からは、奈半利方面行車両も早朝の2本を除き、元々の安芸方面行ホーム（1番のりば）に停車するようになった。
また、当駅北側ホームに設置されている待合室は、当路線の相対式ホーム2面2線を有する駅の中では唯一、扉等の囲いが無い。

### のりば
| のりば | 路線              | 方向 | 行先                 | 備考               |
| ------ | ----------------- | ---- | -------------------- | ------------------ |
| 1      | ■ごめん・なはり線 | 下り | 安芸・後免・高知方面 |                    |
| 1      | ■ごめん・なはり線 | 上り | 奈半利行き           | 通常はこのホーム   |
| 2      | ■ごめん・なはり線 | 上り | 奈半利行き           | 早朝の一部列車のみ |

## 駅周辺
駅前を国道55号が走っている。駅の直ぐ前には道の駅田野駅屋がある他、コンビニもある。また徒歩5分程の範囲に比較的大きなスーパーやホームセンター、総合病院、公共施設等が位置する。
- 田野町役場
- 田野町立田野小学校
- 田野町立田野中学校
- 高知県立中芸高等学校
- 田野郵便局
- 中芸広域連合消防本部・中芸広域連合消防署
- 中芸広域体育館
- たのたの温泉[4]

## バス路線
高知東部交通
- 安芸駅・安芸営業所方面：データイムで1時間に1本程度。
- 室戸岬経由室戸世界ジオパークセンター行：海の駅東洋町・甲浦岸壁方面は室戸世界ジオパークセンターで乗換。奈半利駅 - 甲浦駅間は阿佐線未成区間、データイムで1時間に1本程度。

田野町コミュニティーバス「たのくるバス」
- 大野線 ※火・金運行
- 北張線　※火・金運行
- 土生岡線 ※水・土運行
- 開循環線 ※水・土運行

駅前に発着する。

## イメージキャラクター

田野 いしん君

名称は「田野 いしん君」。土佐勤王党二十三士にちなんだ志士風のキャラクターである。物産展（田野駅屋）手前にモニュメントが設置されている。
当初の原案ではスギをモチーフにした「たのスギオ君」であったが、「ややイメージが異なる」と沿線首長らの声を受けて現在のキャラクターに変更された。

## 隣の駅
土佐くろしお鉄道
■ごめん・なはり線
安田駅 (GN23) - 田野駅 (GN22) - 奈半利駅 (GN21)